# Linda di Chamounix

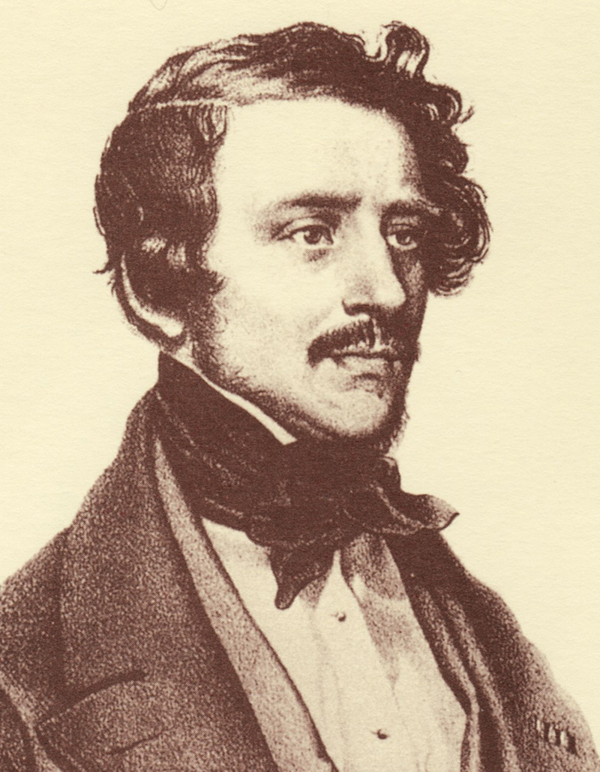
Gaetano Donizetti.

Linda di Chamounix är en italiensk opera semniseria i tre akter med musik av Gaetano Donizetti och libretto av Gaetano Rossi efter dramat La Grâce de Dieu av Adolphe d'Ennery och Gustave Lemoine (1841).

## Historia
1842 reste Donizetti till Wien i hopp om att utnämnas till hovkapellmästare. Han dirigerade Rossinis Stabat Mater och hans senaste opera, Linda di Chamounix, blev en sådan framgång att han fick befattningen. Operan hade premiär den 19 maj 1842 på Kärntnertortheater i Wien.Svensk premiär den 21 april 1855 på Kungliga Operan i Stockholm.
Operan har en berömd ouvertyr (som härstammar från den första satsen i en av Donizettis stråkkvartetter) och en rad effektfulla duetter; särskilt noterbar är kärleksduetten i akt I. Den mest kända arian, Lindas "O luce di quest'anima", i vilken hon uttrycker sin kärlek till Carlo, ingick i den revidering som Donizetti gjorde för premiären i Paris den 17 november 1842 på Comédie-Italienne. 

## Personer
- Linda (sopran)
- Carlo, Vicomte de Sirval (tenor)
- Pierotto, en föräldralös (kontraalt)
- Antonio, Lindas fader (baryton)
- Markis de Boisfleury (buffobas)
- Prefect (bas)
- Maddalena, Lindas moder (sopran)
- Förvaltaren (tenor)

## Handling

### Akt I
I Chamounix i de franska alperna bor det åldrande paret Antonio och Maddalena med sin dotter Linda. De är djupt skuldsatta men markisen de Boisfleury lovar hjälpa dem därför att han är intresserad av Linda. Hon är emellertid förälskad i den unge målaren Carlo ("O luce di quest'anima"). Förvaltaren berättar att markisen inte har hederliga avsikter med Linda och råder föräldrarna att i stället sända henne till Paris, där hon kan bo hans bror.

### Akt II
Då hon kommer till Paris får hon veta att den hon skall bo hos är död, men Carlo har följt efter henne och avslöjar att han i själva verket är markisens brorson, och han ordnar så att hon kan flytta in i hans palats. Själv reser han till sin mor för att be henne om tillstånd att han gifter sig med Linda. Medan han är borta kommer Lindas far till Paris. Markisen har drivit honom från gård och grund för hans obetalda skulder. Han missuppfattar situationen då han finner sin dotter i denna luxuösa miljö och förskjuter henne. Carlos mor vill inte låta de unga tu gifta sig och hotar med att se till att Linda hamnar i fängelse, om hennes son inte väljer sig en hustru ur deras egna kretsar. Carlo går med på det för att vinna tid, men Linda vet inte att han ämnar vara henne trogen och mister förståndet av sorg.

### Akt III
Carlo återvänder till Chamounix och letar efter Linda. Han har nämligen lyckats övertala sin mor att samtycka till äktenskapet med Linda, och han förklarar för hennes föräldrar att hon har bott i all ärbarhet i hans hus och att han vill göra henne till sin hustru. När Linda kommer tillbaka från Paris är hon fortfarande sinnesförvirrad men Carlo sjunger deras kärlekssång för henne varpå hon återfår sina sinnes fulla bruk och operan slutar lyckligt.